# U-244 (tàu ngầm Đức)
U-244 là một tàu ngầm tấn công  Lớp Type VII thuộc phân lớp Type VIIC được Hải quân Đức Quốc Xã chế tạo trong Chiến tranh Thế giới thứ hai. Nhập biên chế năm 1943, nó đã thực hiện được bốn chuyến tuần tra, nhưng đánh chìm được mục tiêu nào. U-244 đã đầu hàng lực lượng Đồng Minh tại Scotland khi xung đột chấm dứt, và bị đánh đắm bởi hải pháo từ tàu khu trục Ba Lan ORP Piorun ngoài khơi Bắc Ireland trong khuôn khổ Chiến dịch Deadlight vào ngày 14 tháng 5, 1945.

## Thiết kế và chế tạo

### Thiết kế

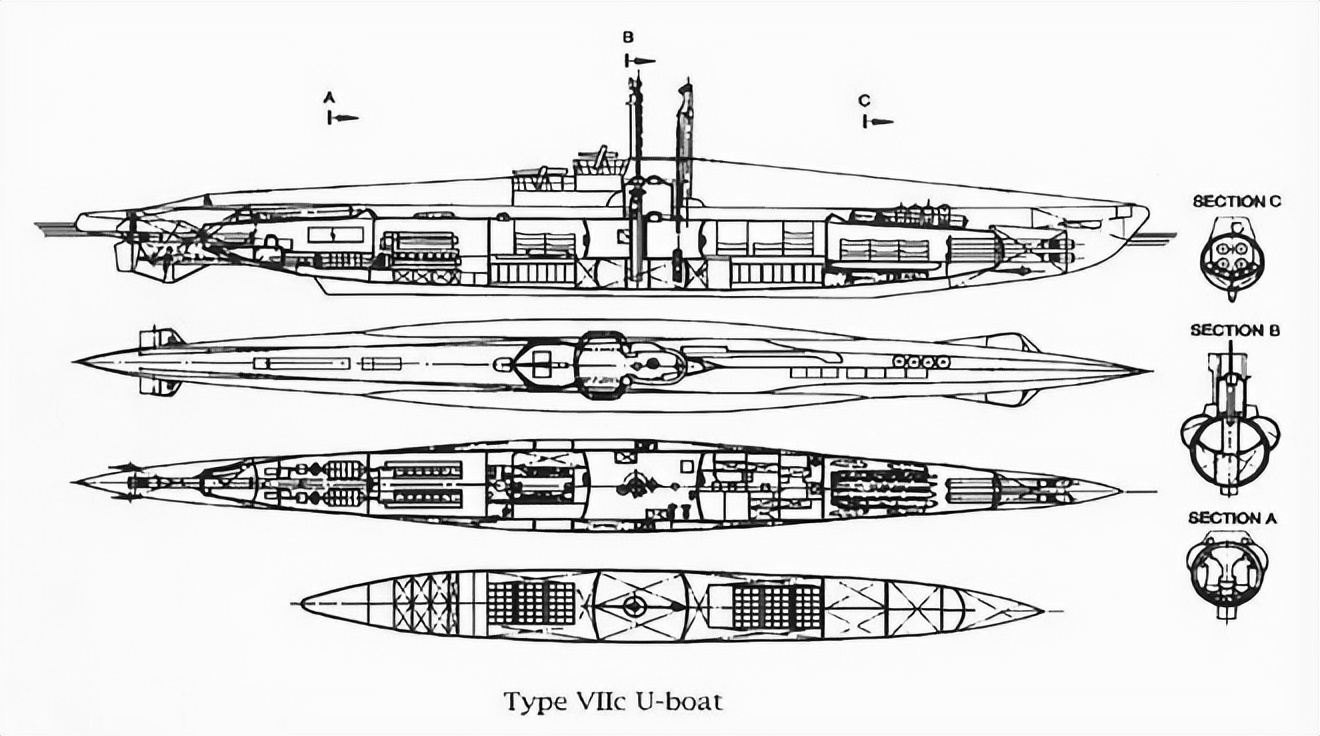
Sơ đồ các mặt cắt một tàu ngầm Type VIIC

Phân lớp VIIC của Tàu ngầm Type VII là một phiên bản VIIB được kéo dài thêm. Chúng có trọng lượng choán nước 769 t (757 tấn Anh) khi nổi và 871 t (857 tấn Anh) khi lặn). Con tàu có chiều dài chung 67,10 m (220 ft 2 in), lớp vỏ trong chịu áp lực dài 50,50 m (165 ft 8 in), mạn tàu rộng 6,20 m (20 ft 4 in), chiều cao 9,60 m (31 ft 6 in) và mớn nước 4,74 m (15 ft 7 in).
Chúng trang bị hai động cơ diesel Germaniawerft F46 siêu tăng áp 6-xy lanh 4 thì, tổng công suất 2.800–3.200 PS (2.100–2.400 kW; 2.800–3.200 bhp), dẫn động hai trục chân vịt đường kính 1,23 m (4,0 ft), cho phép đạt tốc độ tối đa 17,7 kn (32,8 km/h), và tầm hoạt động tối đa 8.500 nmi (15.700 km) khi đi tốc độ đường trường 10 kn (19 km/h). Khi đi ngầm dưới nước, chúng sử dụng hai động cơ/máy phát điện AEG GU 460/8–27 tổng công suất 750 PS (550 kW; 740 shp). Tốc độ tối đa khi lặn là 7,6 kn (14,1 km/h), và tầm hoạt động 80 nmi (150 km) ở tốc độ 4 kn (7,4 km/h). Con tàu có khả năng lặn sâu đến 230 m (750 ft).
Vũ khí trang bị có năm ống phóng ngư lôi 53,3 cm (21 in), bao gồm bốn ống trước mũi và một ống phía đuôi, và mang theo tổng cộng 14 quả ngư lôi, hoặc tối đa 22 quả thủy lôi TMA, hoặc 33 quả TMB. Tàu ngầm Type VIIC bố trí một hải pháo 8,8 cm SK C/35 cùng một pháo phòng không 2 cm (0,79 in) trên boong tàu. Thủy thủ đoàn bao gồm 4 sĩ quan và 40-56 thủy thủ.

### Chế tạo
U-244 được đặt hàng vào ngày 10 tháng 4, 1941, và được đặt lườn tại xưởng tàu của hãng Friedrich Krupp Germaniawerft tại Kiel vào ngày 24 tháng 10, 1942. Nó được hạ thủy vào ngày 2 tháng 9, 1943, và nhập biên chế cùng Hải quân Đức Quốc Xã vào ngày 9 tháng 9, 1943 dưới quyền chỉ huy của Hạm trưởng, Trung úy Hải quân Ruprecht Fischer.

## Lịch sử hoạt động

### 1944
Vào cuối tháng 7, 1944, U-244 chuyển căn cứ hoạt động từ Kiel đến căn cứ hải quân Horten về phía Nam Na Uy, rồi sau đó đến cảng Bergen cùng tại Na Uy. Trong chuyến di chuyển này nó bị hai máy bay tiêm kích-ném bom De Havilland Mosquito thuộc Liên đội 333 Không quân Hoàng gia Anh tấn công vào ngày 25 tháng 7, khiến một thủy thủ tử trận và bảy người khác bị thương.

#### Chuyến tuần tra thứ nhất
U-244 xuất phát từ cảng này vào ngày 9 tháng 8 cho chuyến tuần tra đầu tiên trong chiến tranh. Nó băng qua khe GIUK giữa quần đảo Faroe và Iceland để đi đến hoạt động tại vùng biển Bắc Đại Tây Dương về phía nam Iceland]]. Không đánh chìm được mục tiêu nào sau chuyến tuần tra kéo dài 63 ngày này, chiếc tàu ngầm quay trở về Bergen vào ngày 1 tháng 11.

#### Chuyến tuần tra thứ hai
Trong chuyến tuần tra thứ hai kéo dài từ ngày 12 đến ngày 23 tháng 12, cùng xuất phát và kết thúc tại Bergen, U-244 hoạt động trong biển Na Uy nhưng vẫn không đánh chìm được mục tiêu nào.

### 1945

#### Chuyến tuần tra thứ ba
U-244 tiếp tục khởi hành từ cảng Bergen vào ngày 9 tháng 1, 1945 cho chuyến tuần tra thứ ba.Nó băng qua khe GIUK để vòng qua quần đảo Anh và mở rộng phạm vi hoạt động cho đến tận phía Tây eo biển Manche ngoài khơi Worthing. Nó kết thúc chuyến tuần tra và quay trở về Bergen vào ngày 13 tháng 3.

#### Chuyến tuần tra thứ tư - Bị loại bỏ
U-244 xuất phát từ cảng Bergen vào ngày 15 tháng 4 cho chuyến tuần tra cuối cùng trong chiến tranh. Khi xung đột chấm dứt, chiếc tàu ngầm đi đến Loch Eriboll, Scotland và đầu hàng lực lượng Đồng Minh tại đây vào ngày 14 tháng 5. Cùng ngày hôm đó, con tàu được kéo ra vùng biển ngoài khơi Bắc Ireland và bị đánh đắm bởi hải pháo từ tàu khu trục Ba Lan ORP Piorun trong khuôn khổ Chiến dịch Deadlight vào ngày 15 tháng 5, tại tọa độ 55°46′B 8°32′T / 55,767°B 8,533°T.